# Канталай
Канталай — тамильский город в округе Тринкомали Восточной провинции Шри-Ланки. Он является частью подразделения окружного секретариата Канталай. Его история связана с древним храмом Конесварам, при котором был пристроен «Канталай танк»(Бассейн Канталай), созданный для орошения рисовых полей, принадлежащих Конесварам. Канталай находился под управлением вождей Ваннимай в средние века. В городе также существует древний храм Солесвара — Чолисварам, построенный, когда город был частью империи Чола. Под составе средневекового царства Джафна город стал крупным экономическим центром региона. Позднее входил в состав региона Цойлот Ванни.